# Massimo (nome)
Massimo  è un nome proprio di persona italiano maschile.

## Varianti
- Maschili
  - Alterati: Massimino[2], Massimillo
  - Ipocoristici: Max
  - Composti: Massimiliano
- Femminili: Massima[1][4]

### Varianti in altre lingue
- Basco: Masima[5]
- Catalano: Màxim[5]
- Bielorusso: Максім (Maksim)[3]
- Francese: Maxime[3]
- Gallese: Macsen[3], Maxen[3]
- Latino: Maximus[1][3]
- Macedone: Максим (Maksim)[3]
- Polacco: Maksym[3]
- Russo: Максим (Maksim)[3]
- Spagnolo: Máximo[3][5]
- Ucraino: Максим (Maksym)[3]

## Origine e diffusione
Continua il cognomen romano Maximus, basato sul termine maximus, superlativo di magnus ("grande") e avente quindi il significato gratulatorio e augurale di "massimo", "il più grande di tutti". Veniva talvolta usato con lo stesso criterio di nomi quali Primo, Secondo e via dicendo, e inoltre era occasionalmente dato ad individui di alta statura.
È stato reso celebre da vari personaggi storici, come ad esempio Quinto Fabio Massimo Verrucoso, detto "il Temporeggiatore", grazie ai quali il nome venne riportato in voga durante il Rinascimento; non indifferente per la sua diffusione è stato anche il gran numero di santi cristiani così chiamati.
I nomi Massimiliano, Massimiano e Massimino sono derivati da patronimici romani di Massimo (anche se l'ultimo dei tre viene usato come suo diminutivo).

## Onomastico
L'onomastico si può festeggiare in memoria di numerosi santi, fra i quali, alle date seguenti:
- 8 gennaio, san Massimo, confessore e vescovo di Pavia[6]
- 7 febbraio, san Massimo, vescovo di Nola[6]
- 18 febbraio, san Massimo, martire con il fratello Claudio e la di lui famiglia ad Ostia, sotto Diocleziano[6]
- 9 aprile, san Massimo, vescovo di Alessandria d'Egitto[6]
- 14 aprile, san Massimo, prefetto martirizzato a Roma insieme ai compagni Tiburzio e Valeriano[6]
- 5 maggio, san Massimo, vescovo di Gerusalemme[6]
- 29 maggio, san Massimo vescovo di Verona[6]
- 10 giugno, san Massimo d'Aveia, martire sotto Decio, patrono principale dell'Aquila[6]
- 11 giugno, san Massimo, vescovo di Napoli e martire[6]
- 25 giugno, san Massimo, vescovo di Torino[6]
- 2 agosto, san Massimo, vescovo di Padova[6]
- 13 agosto, san Massimo il Confessore, teologo bizantino[6]
- 20 agosto, san Massimo, abate a Saint-Mexme, presso Chinon[6]
- 30 ottobre, san Massimo di Apamea, martire a Cuma[6]
- 27 novembre, san Massimo, vescovo di Riez[5][6]

## Persone

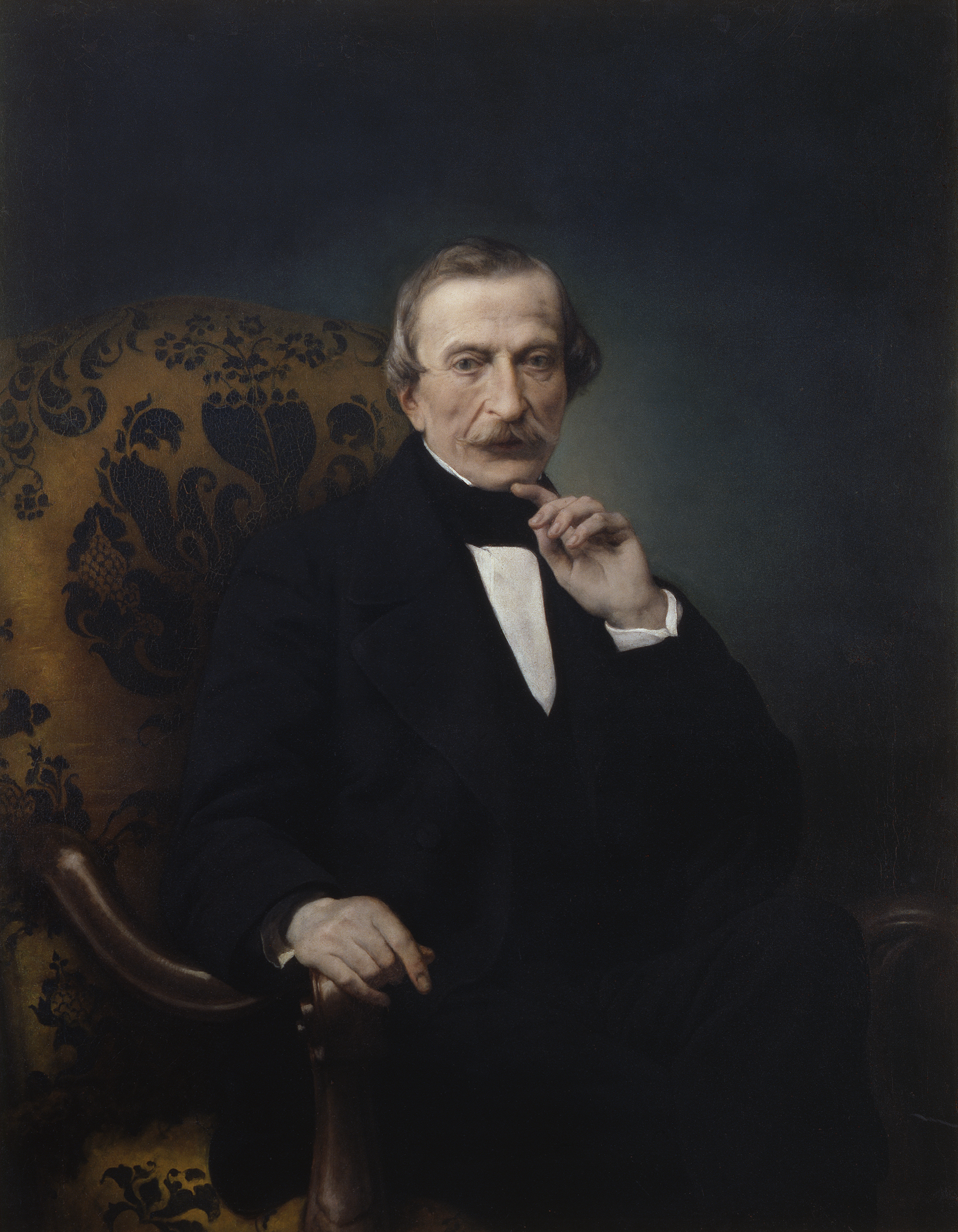
Massimo d'Azeglio

Massimo Troisi

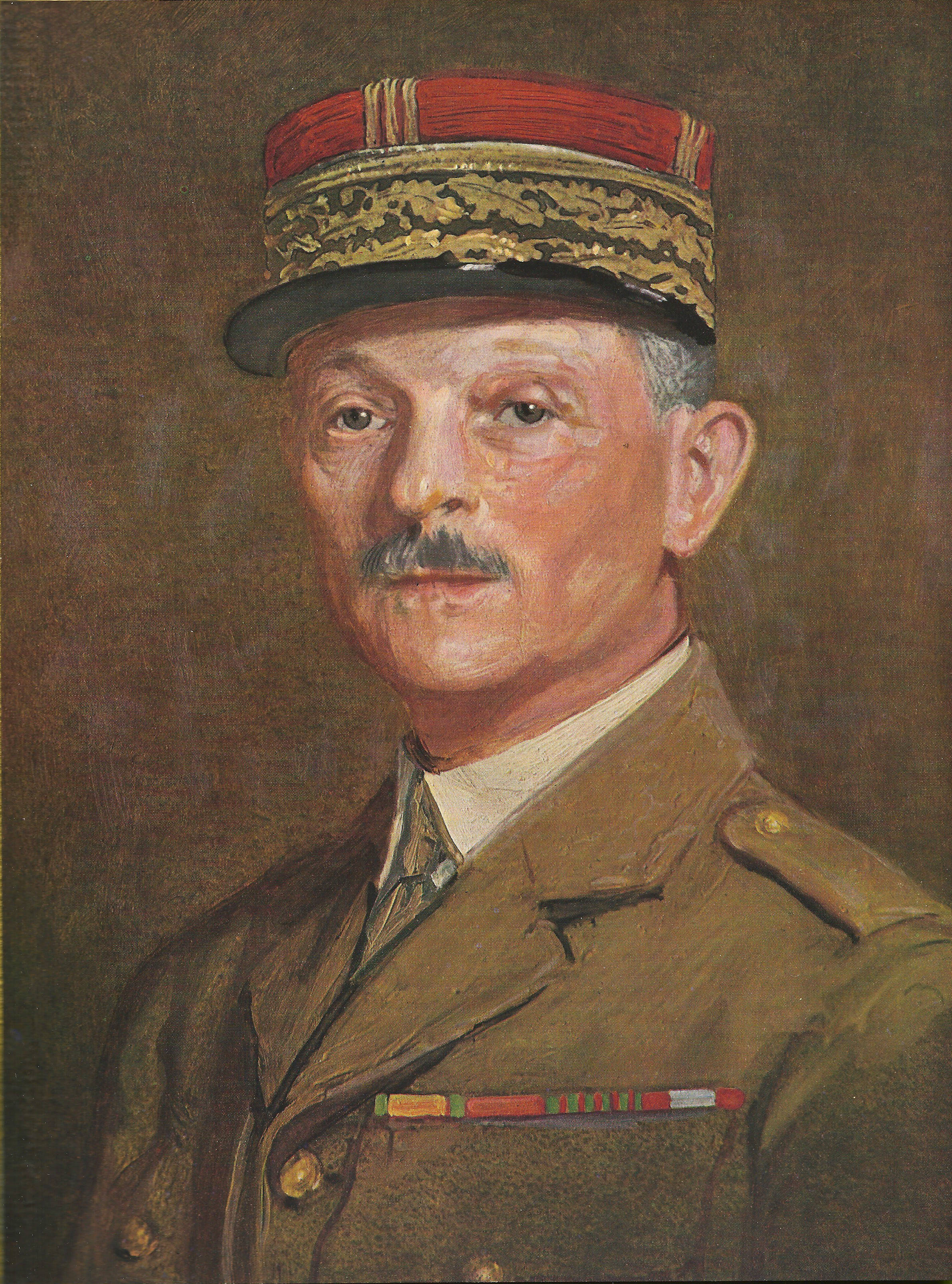
Maxime Weygand

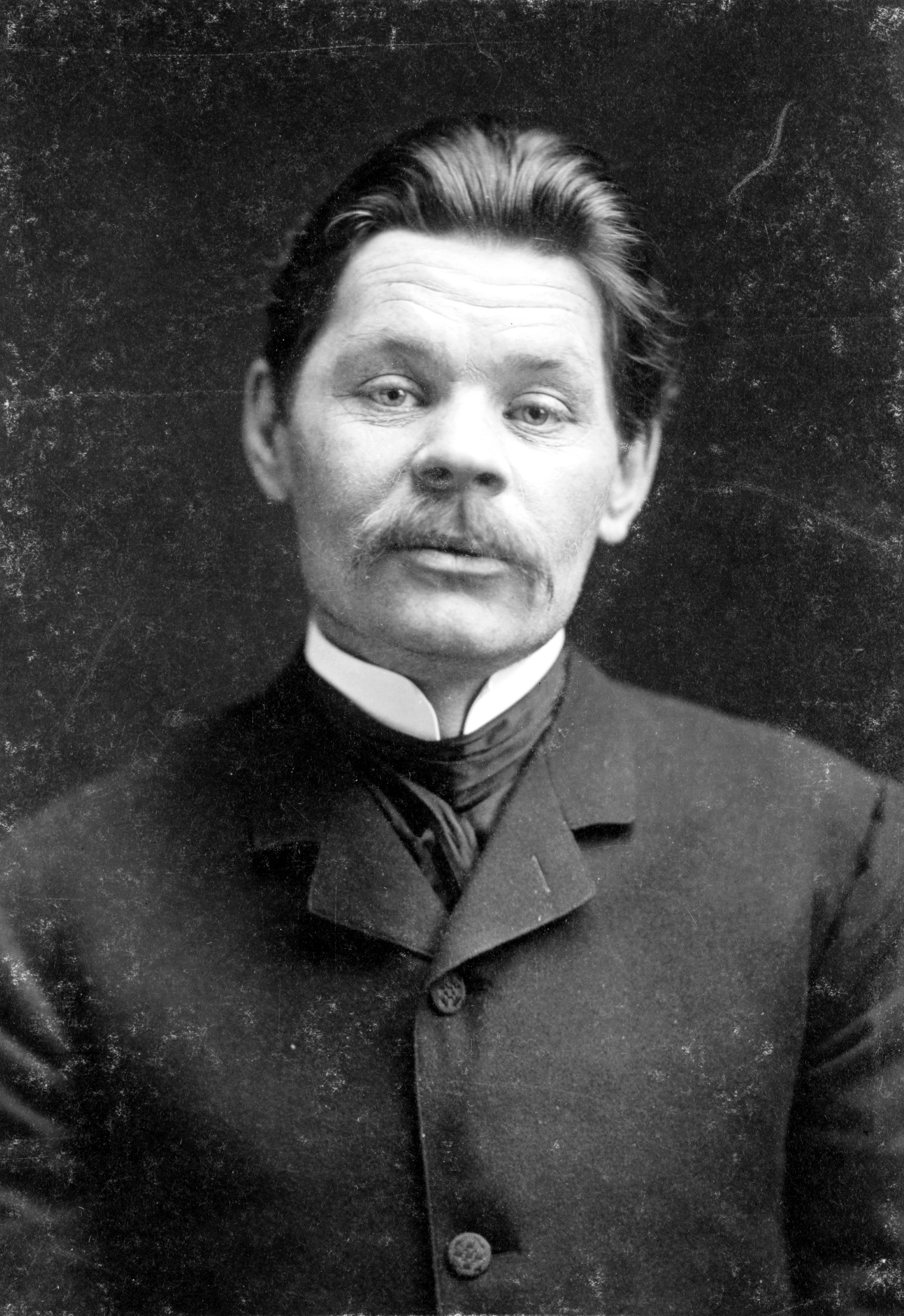
Maksim Gor'kij

- Massimo di Efeso, filosofo neoplatonico greco antico
- Quinto Fabio Massimo Verrucoso, politico e militare romano
- Gaio Giulio Vero Massimo, imperatore romano
- Massimo Ambrosini, calciatore italiano
- Massimo Boldi,  attore, comico, cabarettista, e produttore cinematografico italiano
- Massimo Bontempelli, scrittore, saggista e giornalista italiano
- Massimo Bubola,  cantautore, produttore discografico, arrangiatore e poeta italiano
- Massimo Cacciari, filosofo, politico e accademico italiano
- Massimo Carlotto, scrittore, drammaturgo e sceneggiatore italiano
- Massimo Cellino, imprenditore italiano
- Massimo D'Alema, politico e giornalista italiano
- Massimo d'Azeglio, politico, patriota, pittore e scrittore italiano
- Massimo Girotti, attore e pallanuotista italiano
- Massimo Introvigne, sociologo, filosofo e scrittore italiano
- Valerio Massimo Manfredi, scrittore, storico e conduttore televisivo italiano
- Massimo Moratti, imprenditore, dirigente d'azienda e dirigente sportivo italiano
- Massimo Oddo, calciatore e allenatore di calcio italiano
- Massimo Ranieri, cantante, attore, personaggio televisivo e showman italiano
- Massimo Serato, attore italiano
- Massimo Stanzione, pittore italiano
- Massimo Troisi, attore, regista e sceneggiatore italiano

### Variante Maxime
- Maxime Chattam, scrittore francese
- Maxime Du Camp, scrittore, accademico e fotografo francese
- Maxime Dupé, calciatore francese
- Maxime Gonalons, calciatore francese
- Maxime Lisbonne, militare e giornalista francese
- Maxime Maufra, pittore, incisore e litografo francese
- Maxime Vuillaume, ingegnere e giornalista francese
- Maxime Weygand, generale francese

### Variante Maksim
- Maksim Antonovič, filosofo e giornalista russo
- Maksim Gor'kij, scrittore e drammaturgo russo
- Maksim Iglinskij, ciclista su strada kazako
- Maksim Kovalevskij, storico, sociologo e politico russo
- Maksim Litvinov, rivoluzionario russo
- Maksim Tank, poeta e traduttore bielorusso
- Maksim Tran'kov, pattinatore artistico su ghiaccio russo

### Altre varianti
- Máximo Gómez, politico cubano
- Maksym Kalynyčenko, calciatore ucraino
- Máximo Tajes, politico uruguaiano

## Il nome nelle arti
- Massimo Decimo Meridio è il protagonista del film del 2000 Il gladiatore, diretto da Ridley Scott e interpretato da Russell Crowe.
- Maximo Augusto Calderon De la Hoya è un personaggio della serie televisiva Floricienta 2.
- Massimo Conti è un personaggio della serie televisiva I ragazzi della 3ª C.